# Moneda de cincuenta céntimos de euro
Las monedas de 50 céntimos de euro son de aleación de aluminio-latón (oro nórdico). Tienen un diámetro de 24,25 mm, un grosor de 2,38 mm y un peso de 7,80 gramos. Su borde es festoneado (ondulado). Todas las monedas tienen una cara común (la cual cambió en 2007 con respecto a la original) y una cara nacional específica de cada país.